# خانه میرزاده
خانه میرزاده مربوط به دوره قاجار است و در یزد، خیابان امام خمینی (ره)، کوی فهادان واقع شده و این اثر در تاریخ ۲۴ بهمن ۱۳۷۵ با شمارهٔ ثبت ۱۸۴۱ به‌عنوان یکی از آثار ملی ایران به ثبت رسیده است.